# Dramiševo (Republika Serbska)
Dramiševo (cyr. Драмишево) – wieś w Bośni i Hercegowinie, w Republice Serbskiej, w gminie Nevesinje. W 2013 roku liczyła 5 mieszkańców.